# OMMS-Región Eurasia
La región Scout eurasiática (en ruso elРегионального Бюро Евразия) es la oficina divisional de la oficina Scout Mundial de la Organización Mundial del Movimiento Scout, (en ruso elВсемирной Организации Скаутского Движения or ВОСД) con una jefatura establecida en Gurzuf cerca de Yalta-Krasnokamianka, Ucrania, con una sucursal en Moscú. Todos los estados antes comunistas de la central y Europa Oriental, Asia central y la unión-Soviética- han desarrollado o están desarrollando el escultismo en la estela del renacimiento en la región. Estos incluyen la mayoría de los estados del sucesor a la Unión-Soviética, en la Commonwealth de estados independientes. El informe 1996/99 trienal del Comité Scout Mundial /Organización Mundial del Movimiento Scout demuestra que la OMMS está persiguiendo agresivamente la organización de actividades scouts en los países de la Unión.Soviética anterior, según su propia visión. A 1997, la OMMS creó la nueva región eurasiática, para asistir al renacimiento del escultismo en las 12 repúblicas soviéticas anteriores: Armenia, Azerbaiyán, Bielorrusia, Georgia, Kazajistán, Kirguistán, Moldavia, Rusia, Tayikistán, Turkmenistán, Ucrania, y Uzbekistán. Varias de las organizaciones en la región fueron llevadas de organizaciones existentes del scouts-en-Exilio. El ruso fue hecho la lengua de funcionamiento, y se han publicado ocho manuales y manuales de escultismo, todos en ruso. Un periódico trimestral, también en ruso, se imprime en la sucursal en Moscú. Los estados del informe (disponible en http://www.worldscoutshop.org), "la oficina regional traducirán regularmente documentos de la OMMS a ruso." El director ejecutivo de esta región es el Dr. Alexander Bondar, que se ha trasladado a Crimea desde Moscú. Las cinco organizaciones scouts nacionales que primero fueron aceptadas como miembros en la Organización Mundial del Movimiento Scout Movimiento-Armenia, Bielorrusia, Georgia, Moldavia y Tayikistán, fueron señaladas por la OMMS como los miembros fundadores de la región de Eurasia. Azerbaiyán y Rusia se han aceptado desde entonces en la OMMS y Bielorrusia perdió su calidad de miembro en 2005. Es esta oficina regional que ahora está aconsejando la OMMS de posibles miembros. En países donde hay más de una asociación scout, como Kirguistán y Ucrania, estas asociaciones pueden elegir cooperar y formar una organización nacional scout.